# Budź się
Budź się – drugi album nagrany przez grupę muzyczną Horrida we wrześniu 2007 roku. Stylistycznie zbliżony do metalu progresywnego. Zawiera materiał muzyczny bardziej skomplikowany rytmicznie, ostrzejszy i bardziej bogaty aranżacyjnie w stosunku do Libry. Album nigdy nie został oficjalnie wydany przez żadną wytwórnię płytową.

## Lista utworów
1. „Przed tobą”
2. „Głos na zawsze uśpiony”
3. „Kochany budź się”
4. „Dolly”
5. „...nie jest głupia”
6. „Kiedy światło zgaśnie”
7. „Nie ma mnie”
8. „Kiedyś ty”
9. „Nieufność”
10. „Jesteś sam”

## Twórcy
- Dominika „Dominique” Machej (Macura) – śpiew, autorka tekstów
- Damian „Damien” Machej – gitara elektryczna, programowanie, autor muzyki (utwory 1-7 i 9-10)
- Łukasz Biedroń – gitara elektryczna, autor muzyki (utwory 4, 5, 8)
- Grzegorz Goły – gitara basowa
- Karol Niezgoda – perkusja, autor muzyki (utwór 10)